# Abseo
Nella mitologia greca,  Abseo  era il nome di uno dei giganti figli di Urano e di Gea

## Il mito
Abseo insieme ai suoi fratelli partecipò alla guerra che i giganti mossero alle divinità dell'Olimpo per scacciarle e impadronirsi del loro regno. Tutti gli dei si opposero a tale tentativo e Zeus con le sue folgori fece sprofondare Abseo, insieme ai suoi compagni, nelle profondità del tartaro.

### Fonti
- Igino, Fabulae, Prologo

### Moderna
- Anna Maria Carassiti, Dizionario di mitologia classica, Roma, Newton, 2005, ISBN 88-8289-539-4.